# Luxiaria paganata
Luxiaria paganata är en fjärilsart som beskrevs av Felder 1875. Luxiaria paganata ingår i släktet Luxiaria och familjen mätare. Inga underarter finns listade i Catalogue of Life.